# Битка при Гонзалес
Битката при Гонзалес (2 октомври 1835) е първото въоръжено сражение по време на Тексаската революция, първото стълкновение между въстаналите тексаски заселници и обединената мексиканска армия. Четири години по-рано мексианските власти дали на заселниците неголеми оръдия, с които да се защитават от честите набези на индианците команчи. С разширението на диктаторските пълномощия на президента Антонио Лопес де Санта Ана започнала протестна вълна сред заселниците. С разрастването на смута, командирът на мексиканските сили в Тексас Доминго Угартечеа счел за неразумно да остави тексасците въоръжени и заповядал възвръщане на дадените оръжия.
Когато драгуните на Угартечеа пристигнали в Гонзалес на 29 септември за да искат оръдията, тексасците им предложили възвръщане на главата на местната администрация, наричан от испанците „алкалда“. По това време те тайно отправили молби за помощ в съседните поселища. За два дни в Гонзалес се събрали 140 души и се взело решение оръдието да не се връща. Мексиканците взели решение да се отправят по течението на река Гуаделупе (въпреки че обещали да не го правят). Били атакувани от заселниците на 2 октомври и били принудени да отстъпят в Бехар.
Битката била незначителна по мащаб, но била повратната точка в отношенията на тексаските заселници и мексиканското правителство. Тя поставила началото на Тексаската революция. Новините за битката скоро се разпространили из Съединените щати, където получита името „тексаският Лексингтън“. Множество авантюристи отишли в Тексас за да се бият във войната.